# أليكس غورني
أليكس غورني (بالإنجليزية: Alex Gurney) هو سائق سيارة سباق أمريكي، ولد في 4 سبتمبر 1974 في شاطئ نيوبورت في الولايات المتحدة.

## روابط خارجية
- أليكس غورني على موقع Racing-Reference.info (الإنجليزية)
- أليكس غورني على موقع DriverDB.com (الإنجليزية)